# Östlig gräsfjäril
Östlig gräsfjäril, Erebia euryale, är en fjärilsart som beskrevs av Eugen Johann Christoph Esper, 1805 (1777 enligt Catalogue of Life). Östlig gräsfjäril ingår i släktet Erebia och familjen praktfjärilar, Nymphalidae. I Finland ses arten som mycket sällsynt migrant och är klassad som tillfällig. Arten är ännu inte funnen i Sverige. Två underarter finns listade i Catalogue of Life. Erebia euryale adyte Hübner, 1818 och Erebia euryale boehmerwaldensis Warren, 1930.

## Bildgalleri

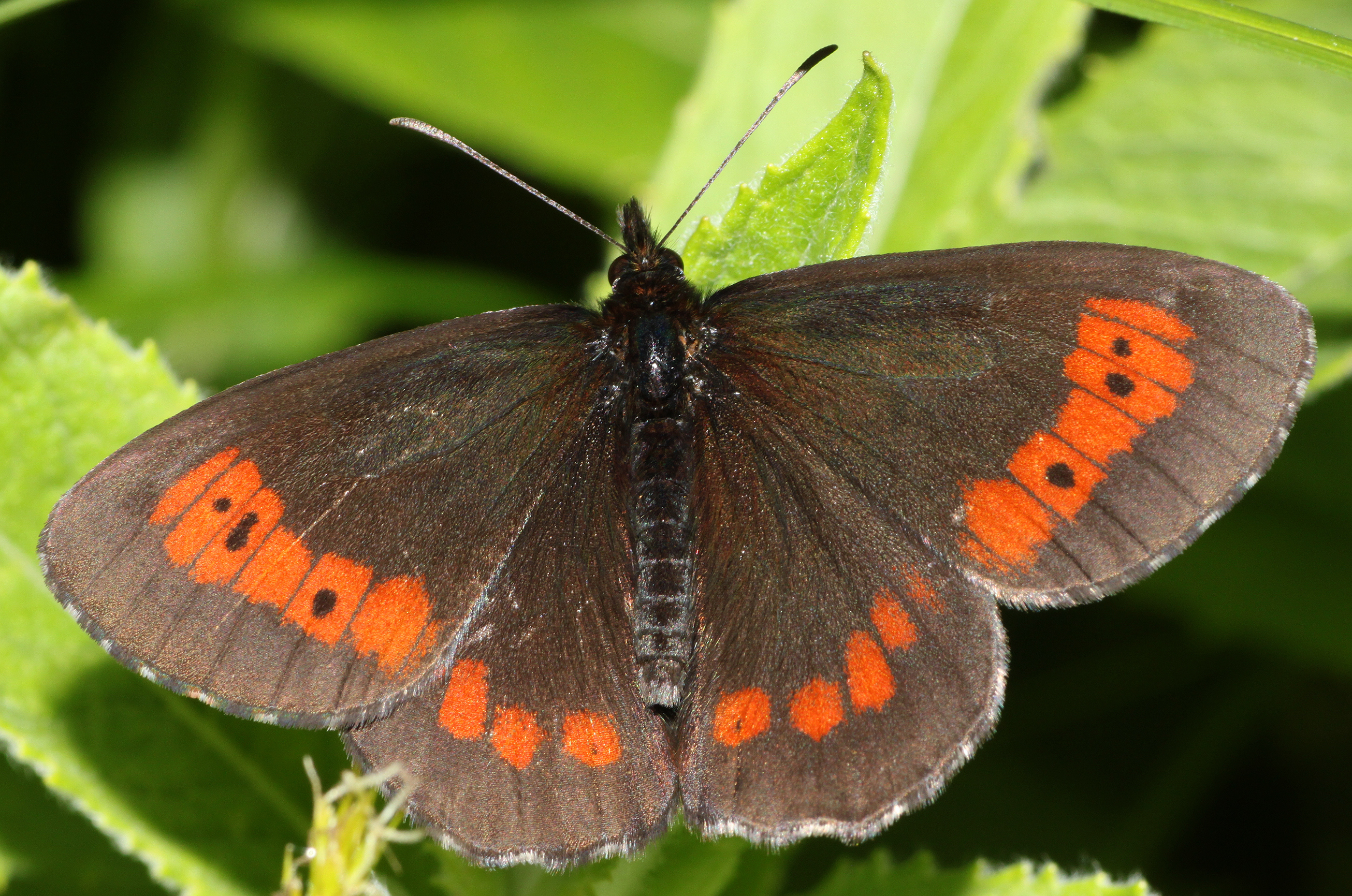
Imago fjäril med utbredda vingar.
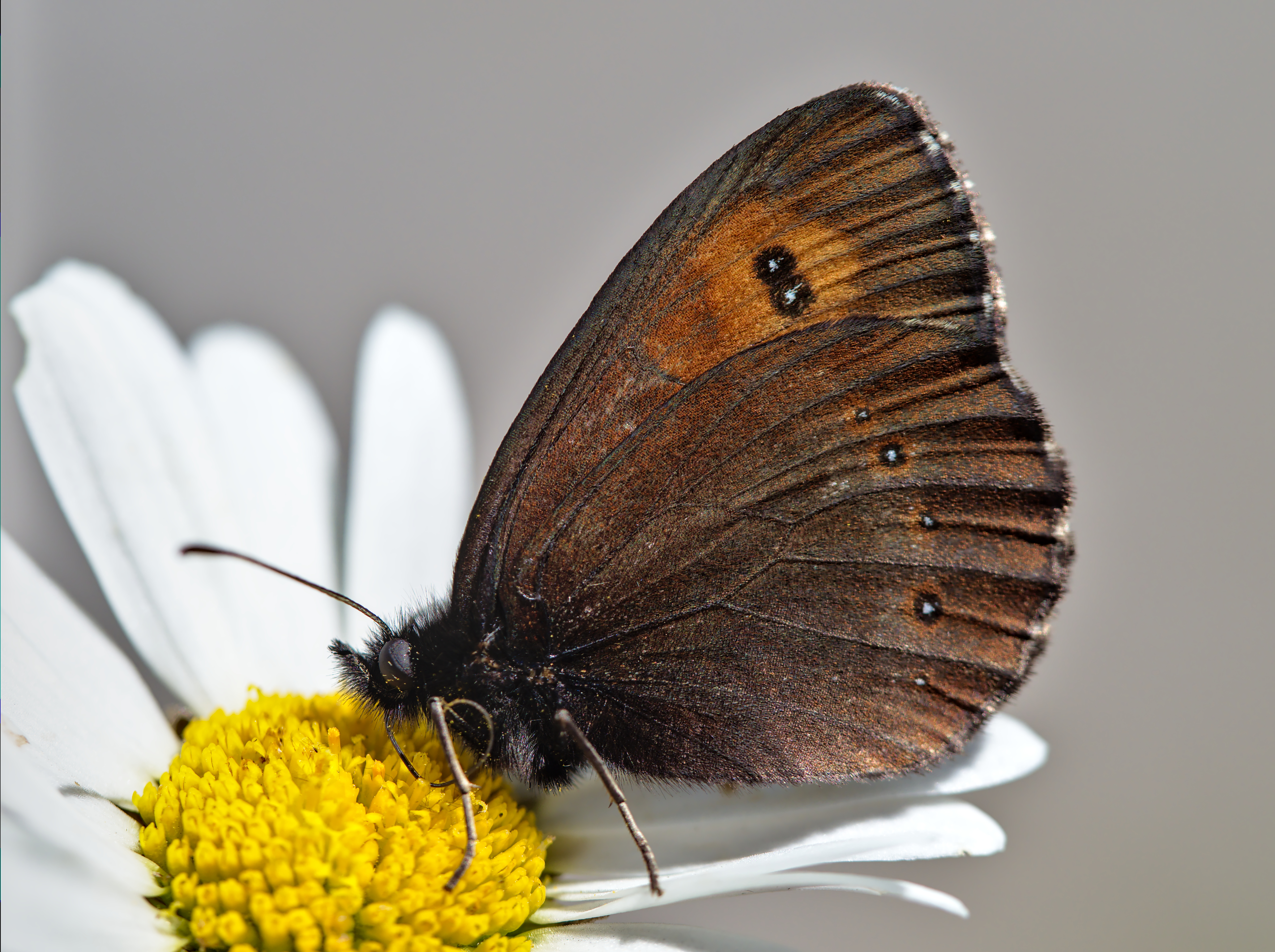
Imago fjäril med ihopfällda vingar.
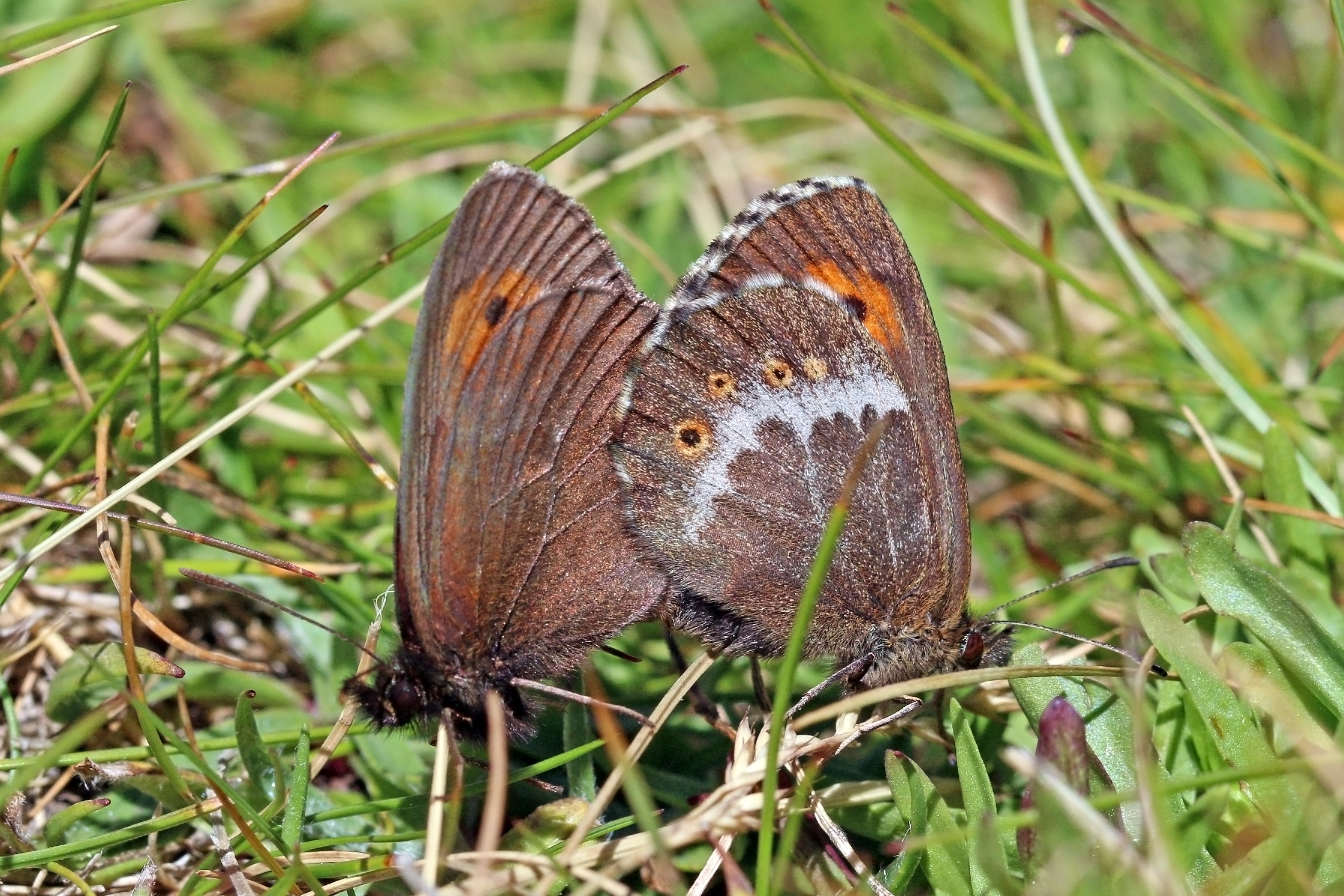
Par, hane, hona in copula.
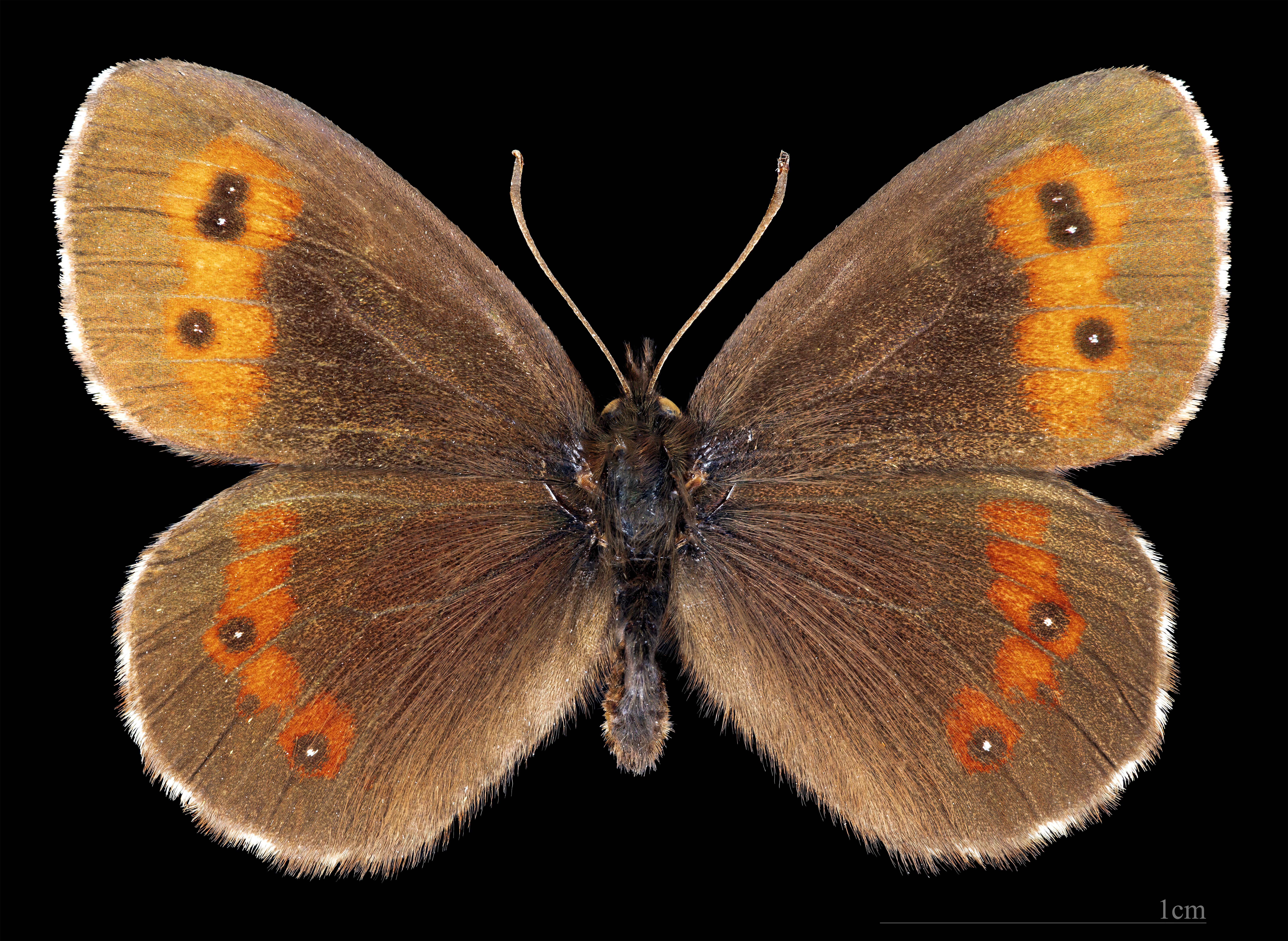
Preparerad (uppnålad) imago fjäril, hane av underarten E. e. adyte.
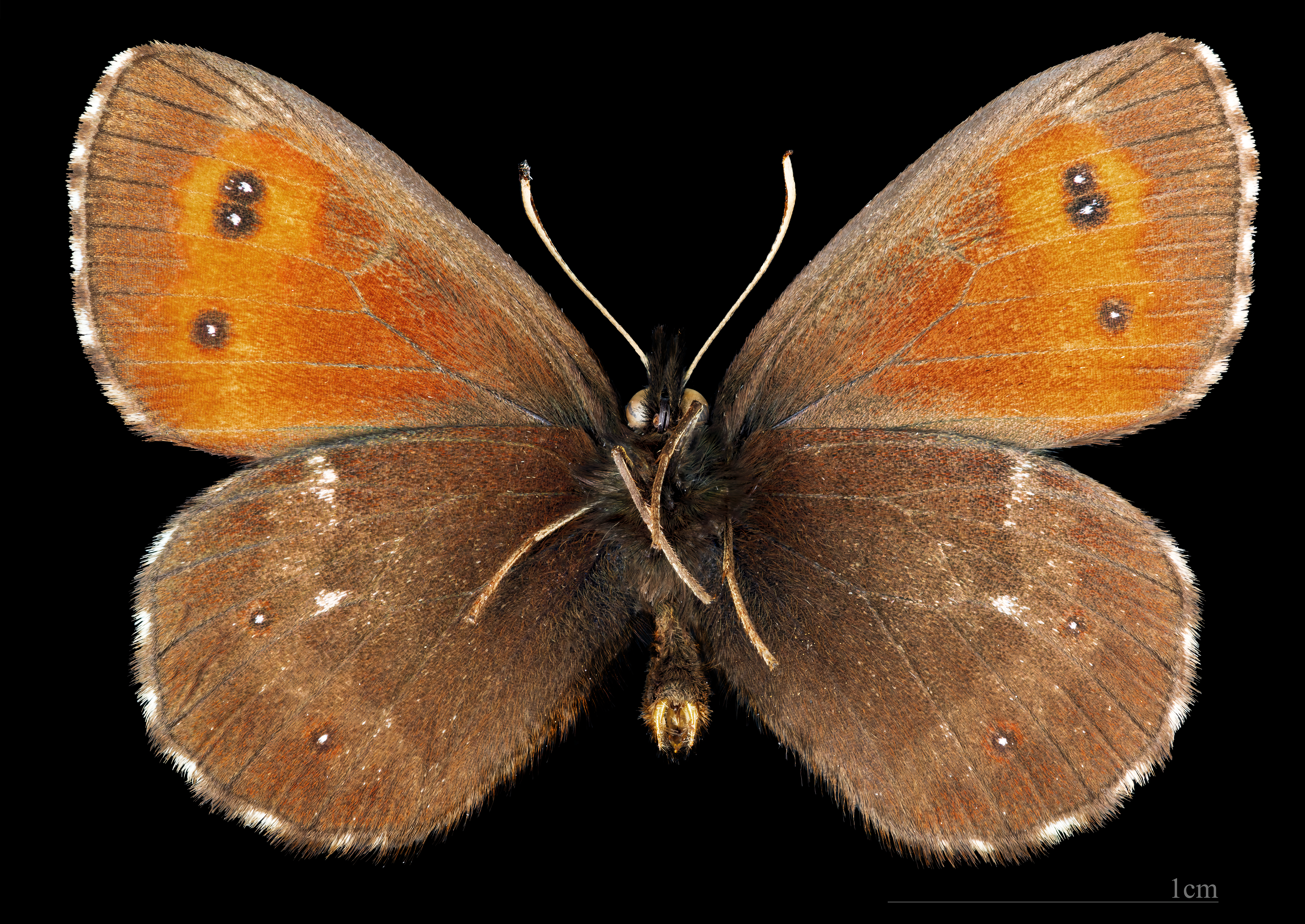
Preparerad (uppnålad) imago fjäril, undersida hos hane av underarten E. e. adyte.